# Ludwig Abenthum
Ludwig Abenthum (* 22. März 1906 in München; † im 20. Jahrhundert) war ein deutscher Landrat.

## Leben
Nach dem Abitur am Realgymnasium München im Jahre 1925 war Ludwig Abenthum zunächst zwei Jahre lang als Werkstudent beschäftigt, als er das Studium der Rechtswissenschaften am Ludwig-Maximilians-Universität München begann. Nach der ersten juristischen Staatsprüfung absolvierte er den Vorbereitungsdienst beim Amtsgericht München und Landgericht München sowie dem Bezirksamt München. 1936 legte er das zweite juristische Staatsexamen (früher Staatskonkurs) ab, nachdem er zuvor die Prüfung nicht bestanden und eine Nachpraxis am Landgericht Traunstein gemacht hatte. 1937 wurde er Assessor beim Bezirksamt Laufen, zum 14. September 1939 Regierungsrat und von 1940 bis 1942 leistete er Kriegsdienst in einer Gebirgsnachrichtenkompanie.
Abenthum war Rechtsberater der Kreisbauernschaft Traunstein und zum 1. Juli 1931 in die NSDAP (Mitgliedsnummer 571.904) eingetreten. 1938 wurde er deren Kreisrichter. Mit seinem Eintritt in die Partei wurde er zugleich Mitglied der SA mit dem Dienstrang SA-Sturmhauptführer. In den Jahren von 1942 bis 1943 übte er das Amt des Landrats im Landkreis Laufen aus. Zum 1. September 1943 zum kommissarischen Landrat in Füssen ernannt, wurde er dort im Januar 1944 Landrat.
Am 21. Mai 1945 wurde er seines Amtes enthoben und kam durch die amerikanische Militärregierung in Internierungshaft. Über Ort und Dauer gibt die Quellenlage keine Aufschlüsse. Nach seiner Haftentlassung nahm er eine Tätigkeit in der freien Wirtschaft auf. Später erhielt er eine Pension nach den Regeln des Gesetzes zu Artikel 131 Grundgesetz, ohne Berücksichtigung der Ernennung zum Landrat.